# رومانو جالفيني
رومانو جالفيني (بالإيطالية: Romano Galvani)‏ (25 أغسطس 1962 في إيطاليا - ) هو لاعب كرة قدم إيطالي في مركز الوسط. لعب مع إنتر ميلان ونادي أفيلينو ونادي بولونيا ونادي بيسكارا ونادي كريمونيسي وPro Palazzolo SSD ‏.

## وصلات خارجية
- رومانو جالفيني على موقع قاعدة بيانات كرة القدم.إي يو (الإنجليزية)